# ایگور بوریسوف
ایگور بوریسوف (روسی: Игорь Андреевич Борисов؛ ۵ آوریل ۱۹۲۴ – ۱۰ اکتبر ۲۰۰۳) قایقران روئینگ اهل روسیه بود.
وی در مسابقات کشوری و بین‌المللی در مجموع برندهٔ ۳ مدال طلا، ۱ مدال نقره شده‌است.